# Plaat (plaats)
Plaat is een buurtschap ten zuiden van Epen in de gemeente Gulpen-Wittem in de Nederlandse provincie Limburg. Bij de buurtschap stroomt de Terzieterbeek of Sijlerbeek in de Geul.
In Plaat staan verschillende vakwerkboerderijen en -huizen. De hoeve 'Dorphof' is een grote vierkantshoeve van vakwerk met een plint van breuksteen. De bestrating van het binnenplein zou een restant zijn van een burcht die in 1289 op deze plaats wordt vermeld. Aan de Geul staat een nog werkende watermolen, de Volmolen. Bij Plaat monden enkele beken uit in de Geul, namelijk de Lingbergbeek, de Klopdriesscherbeek en de Terzieterbeek. Ten noorden van Plaat stroomt de Dorphoflossing.
Plaat is samen met Diependal aangewezen als beschermd dorpsgezicht.
In Plaat bevindt zich de Calvariekapel.

## Zie ook

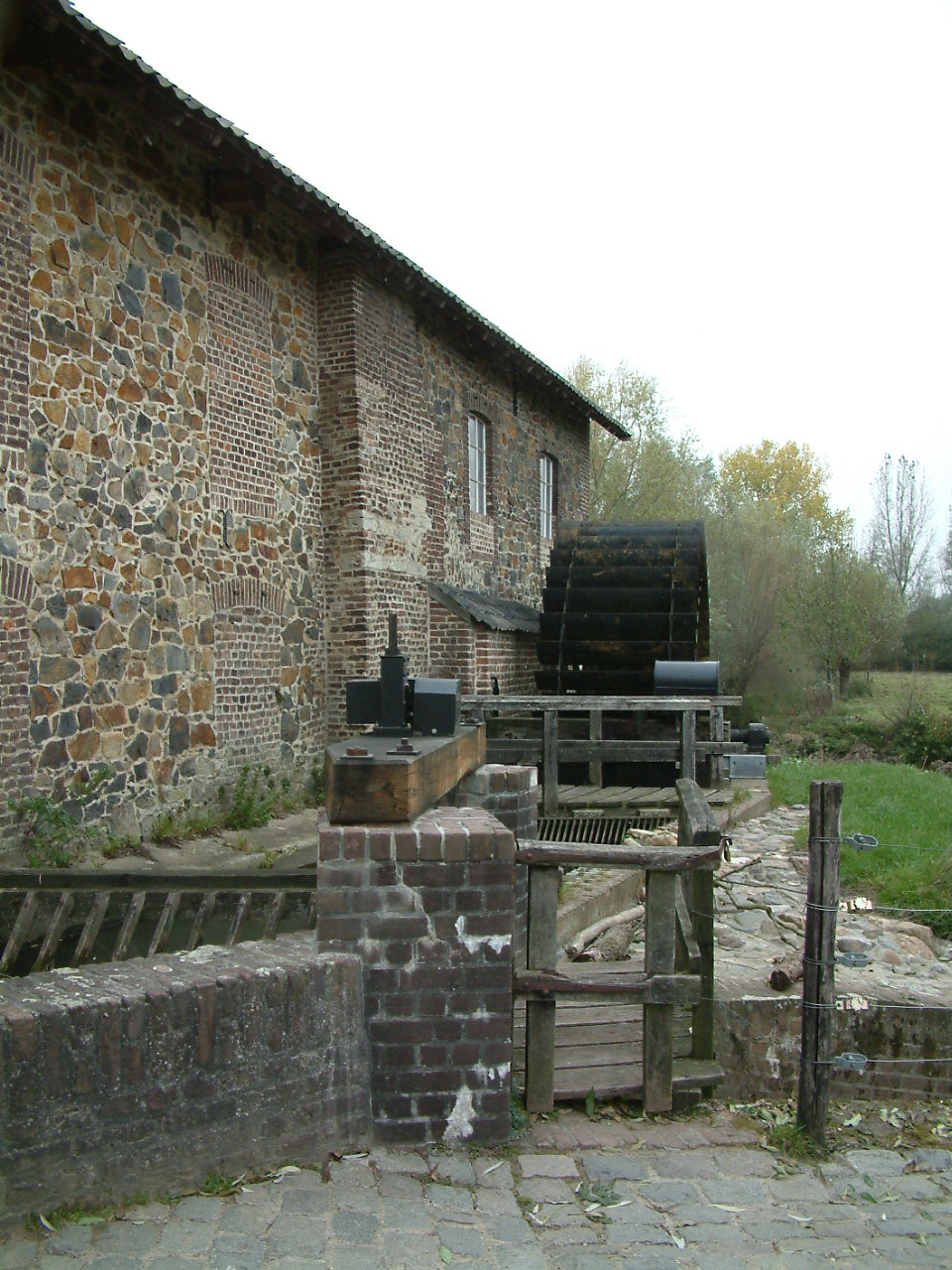
Volmolen
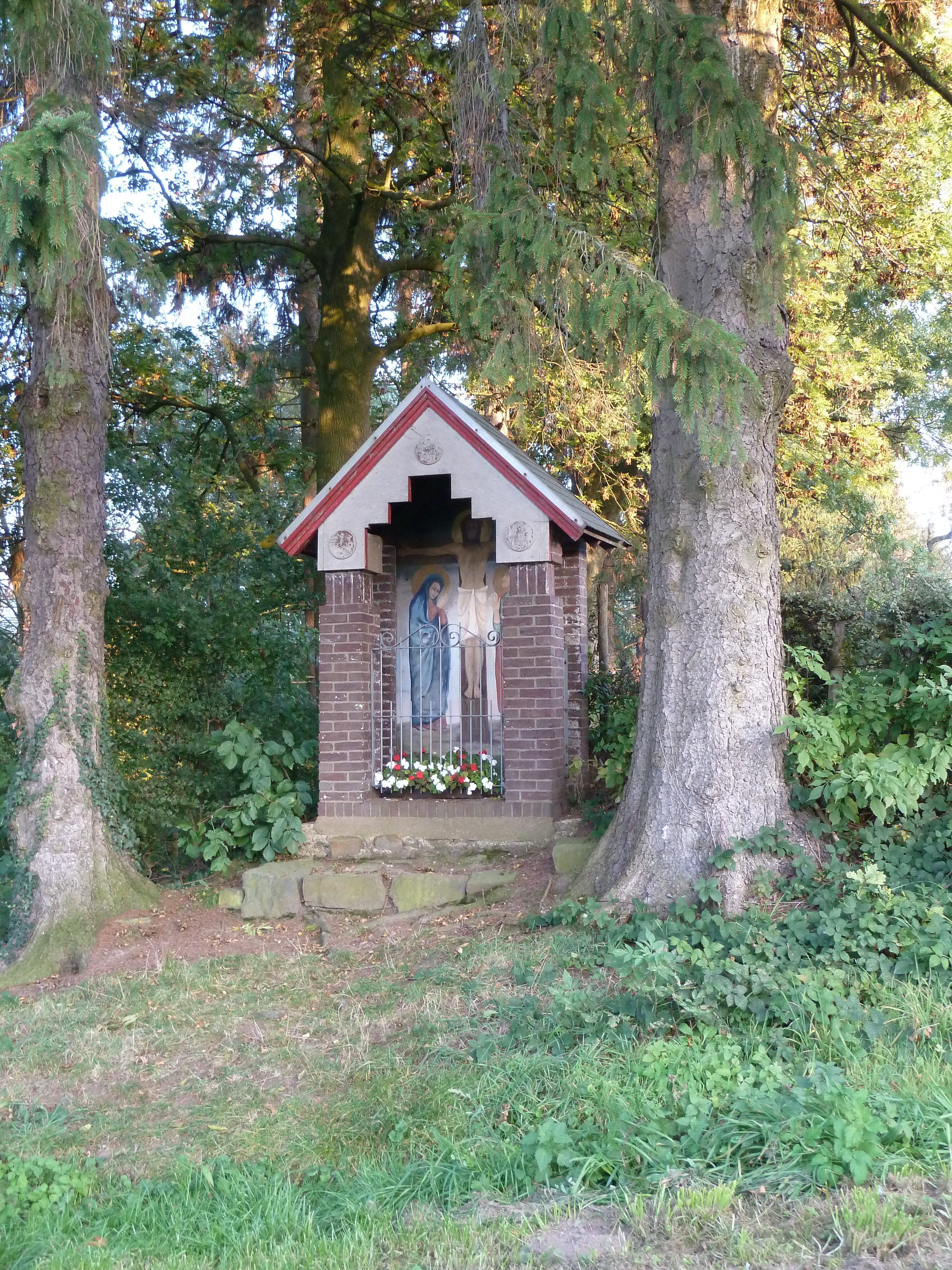
Calvariekapel
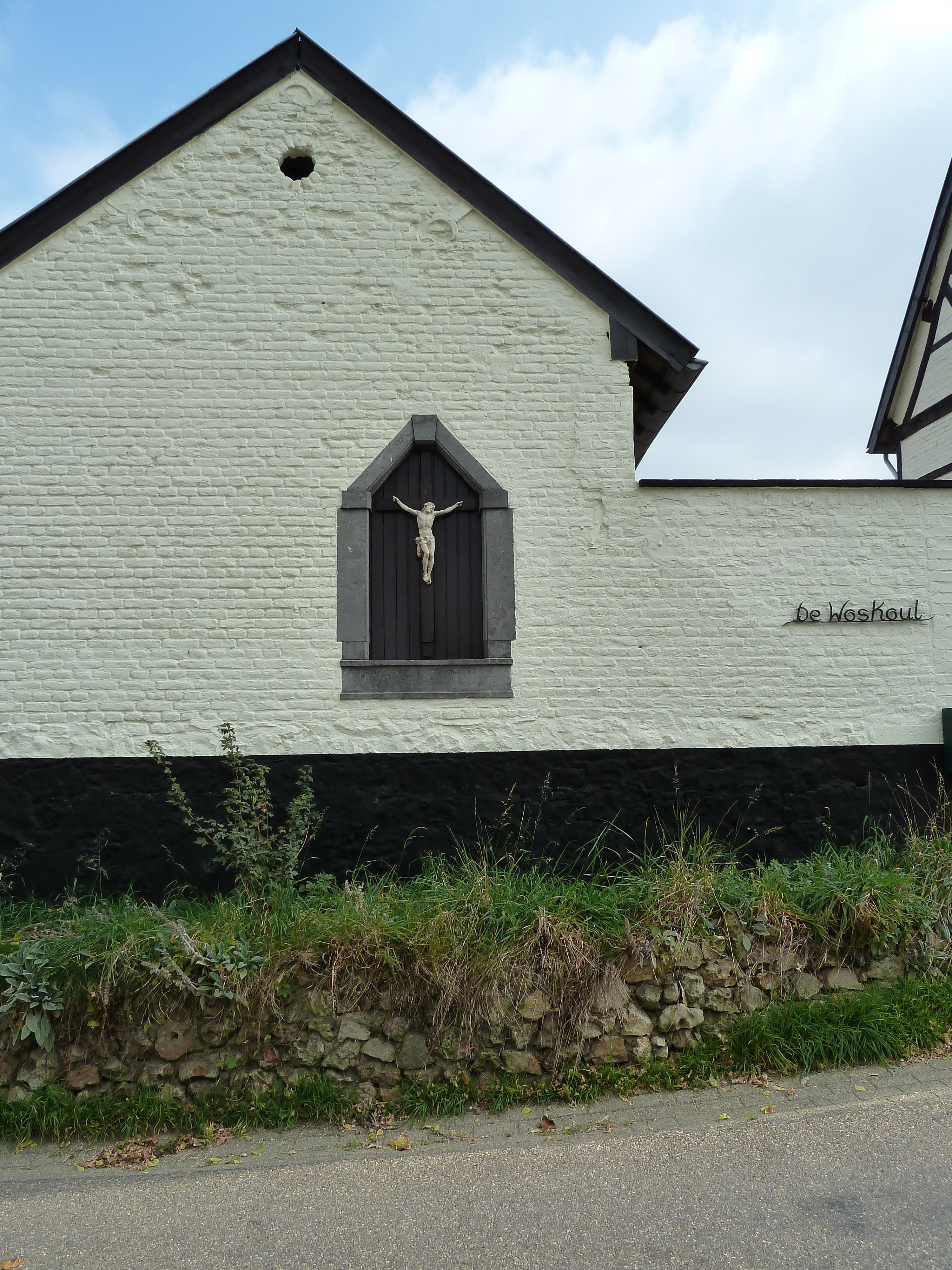
Wegkruis Terzieterweg-Dorphof

## Vakwerkgebouwen
In Plaat staan verschillende vakwerkboerderijen en -huizen die tevens rijksmonument zijn.

Vakwerkgebouwen in Plaat
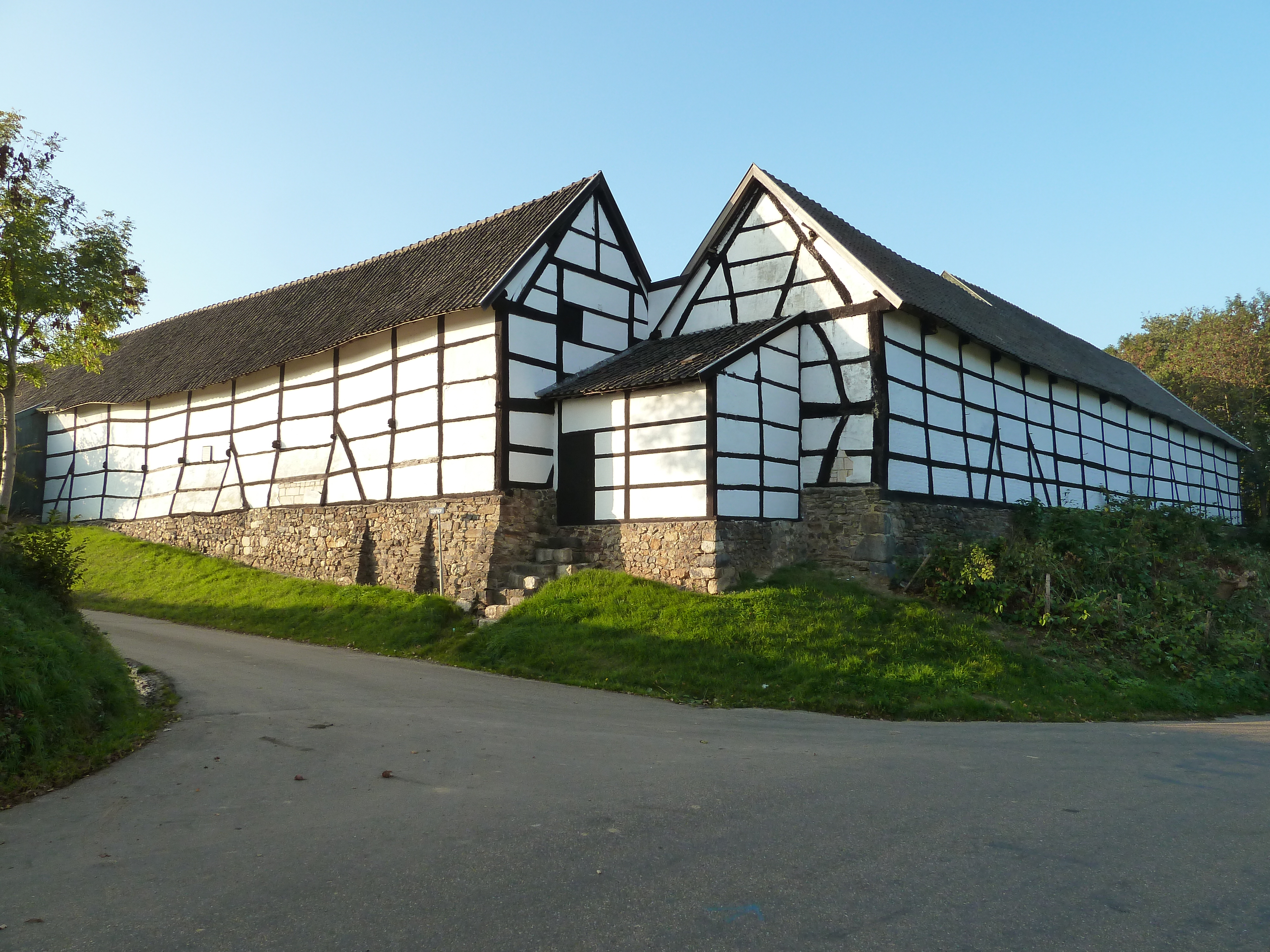
Dorphof
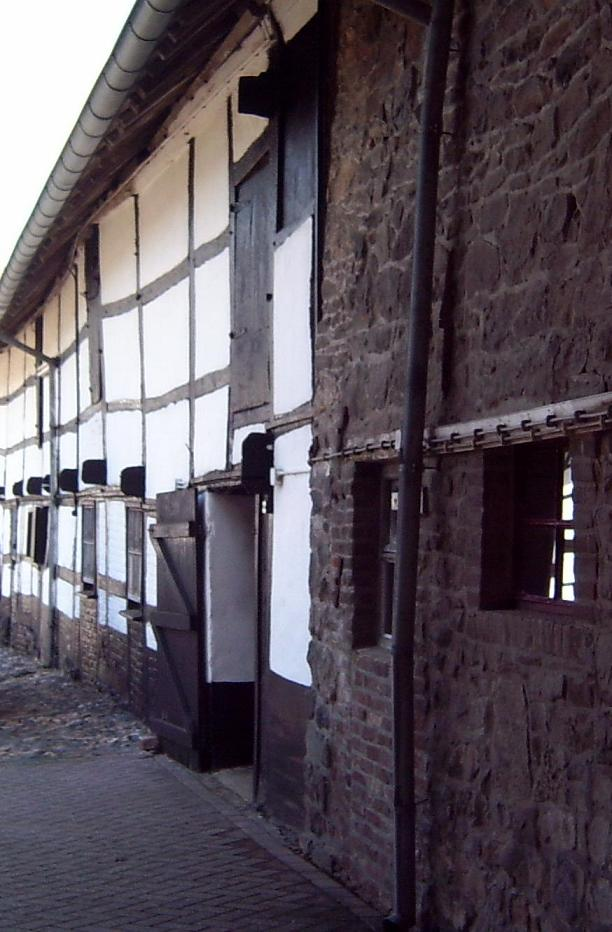
Binnenplein van Dorphof
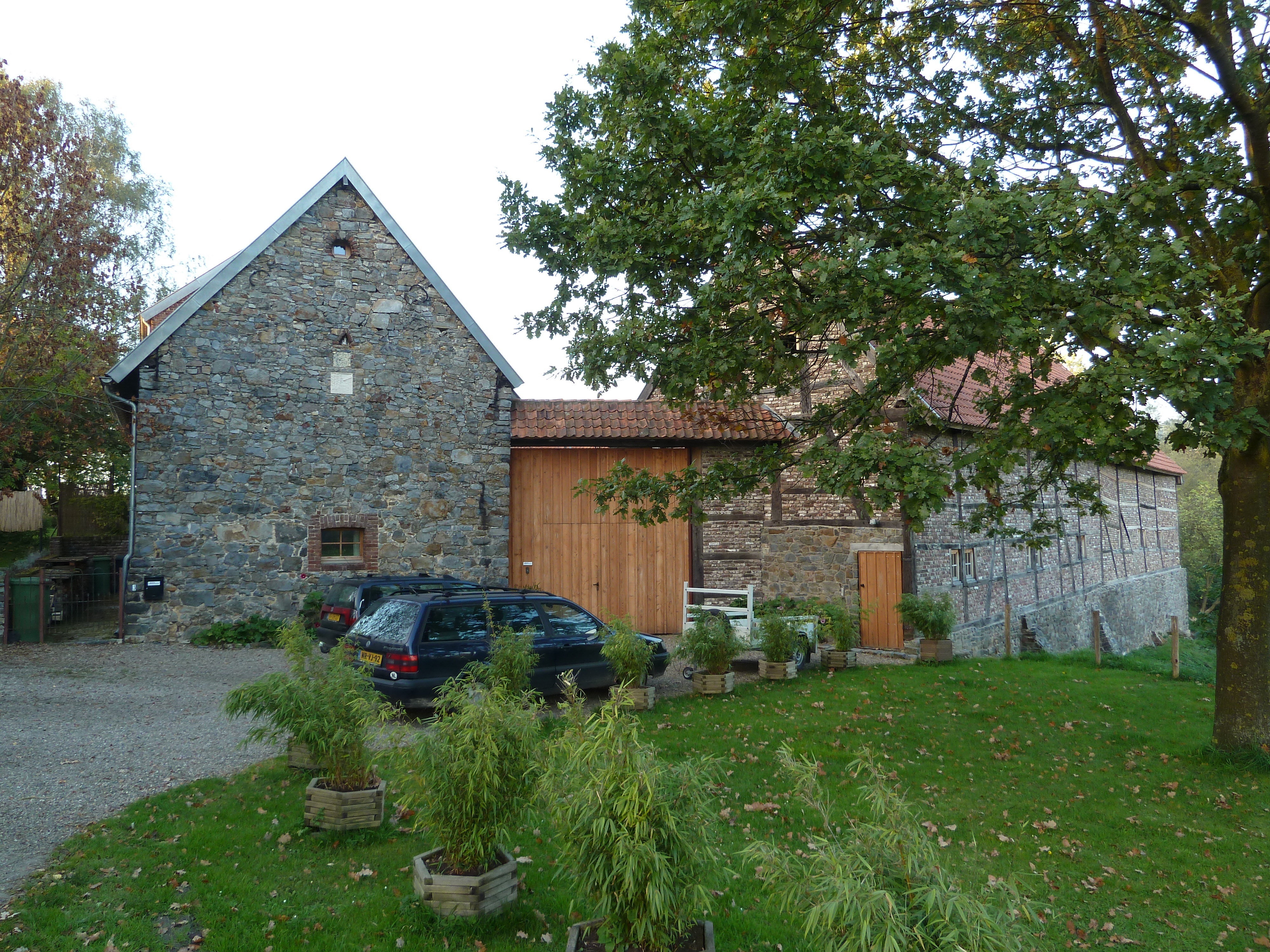
Hoeve Vernelsberg
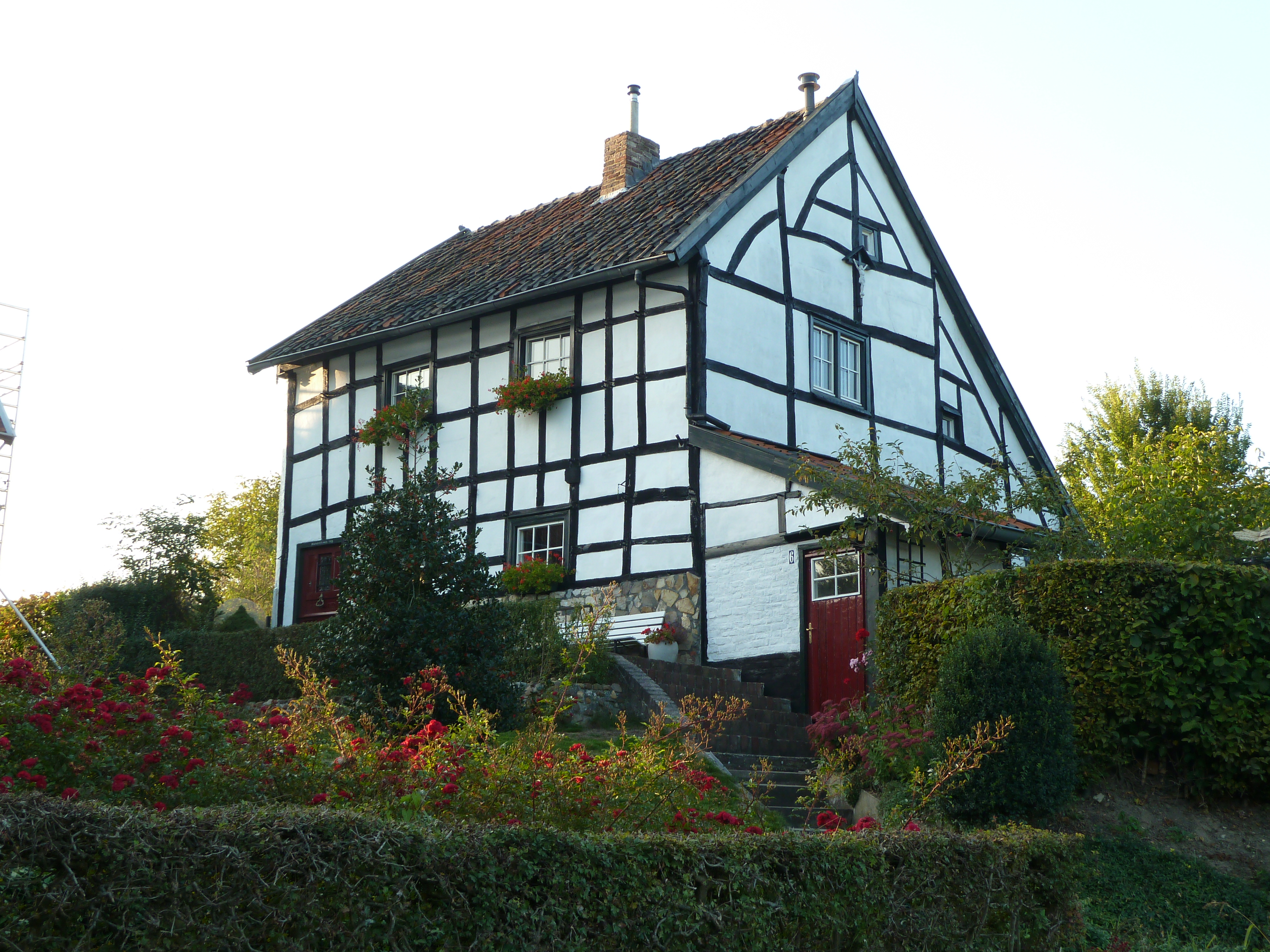
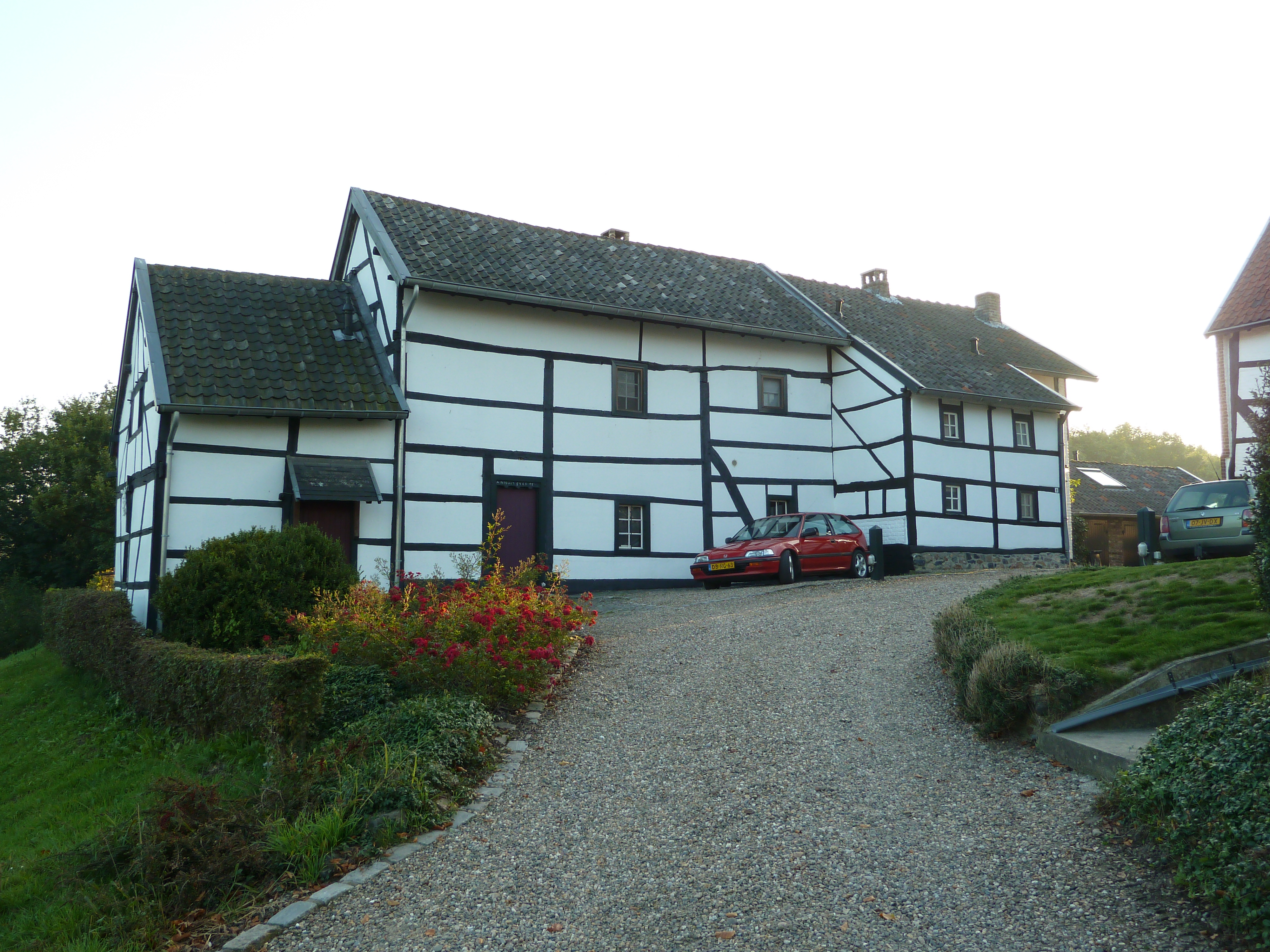
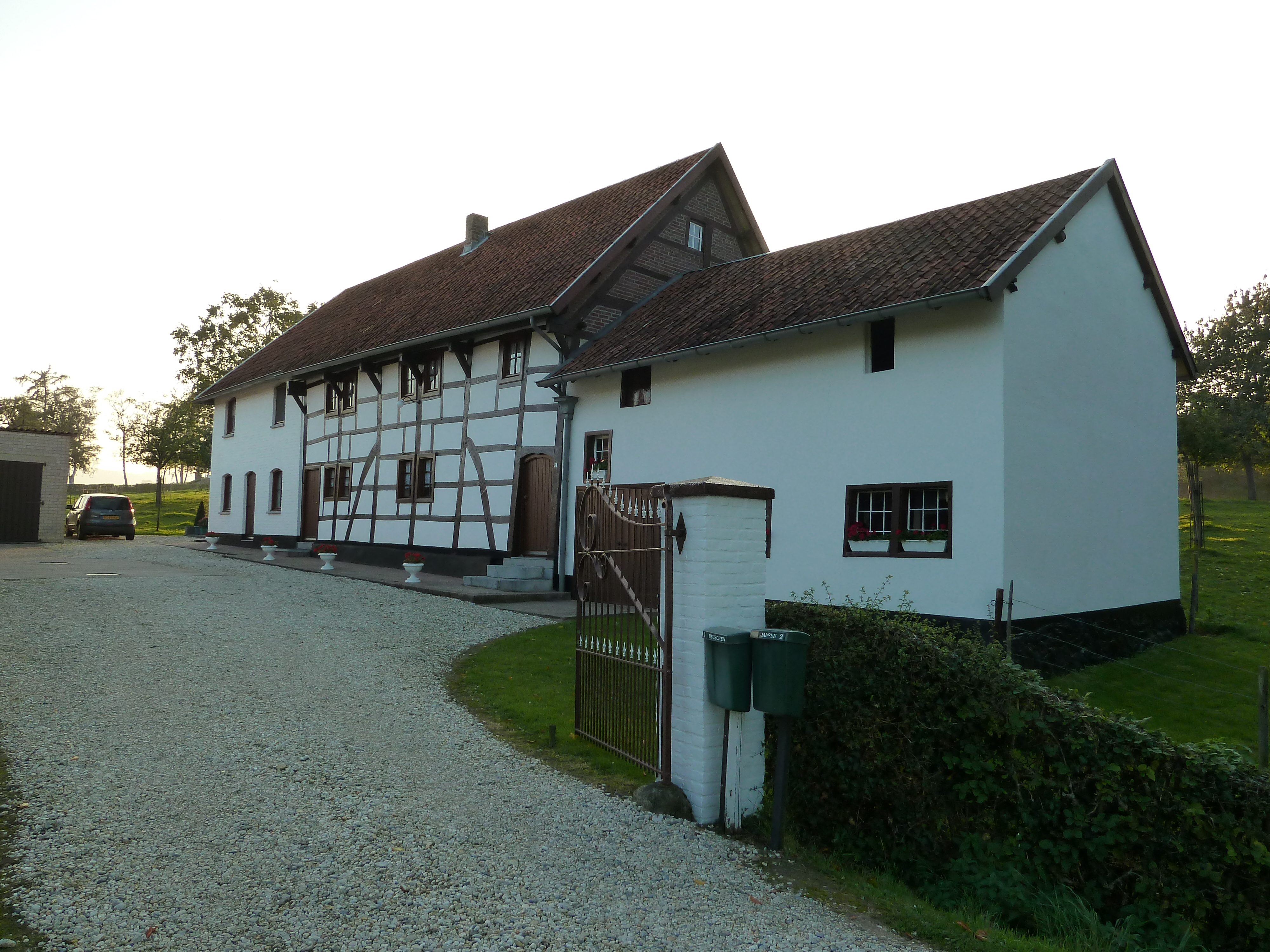
Vakwerkhoeve
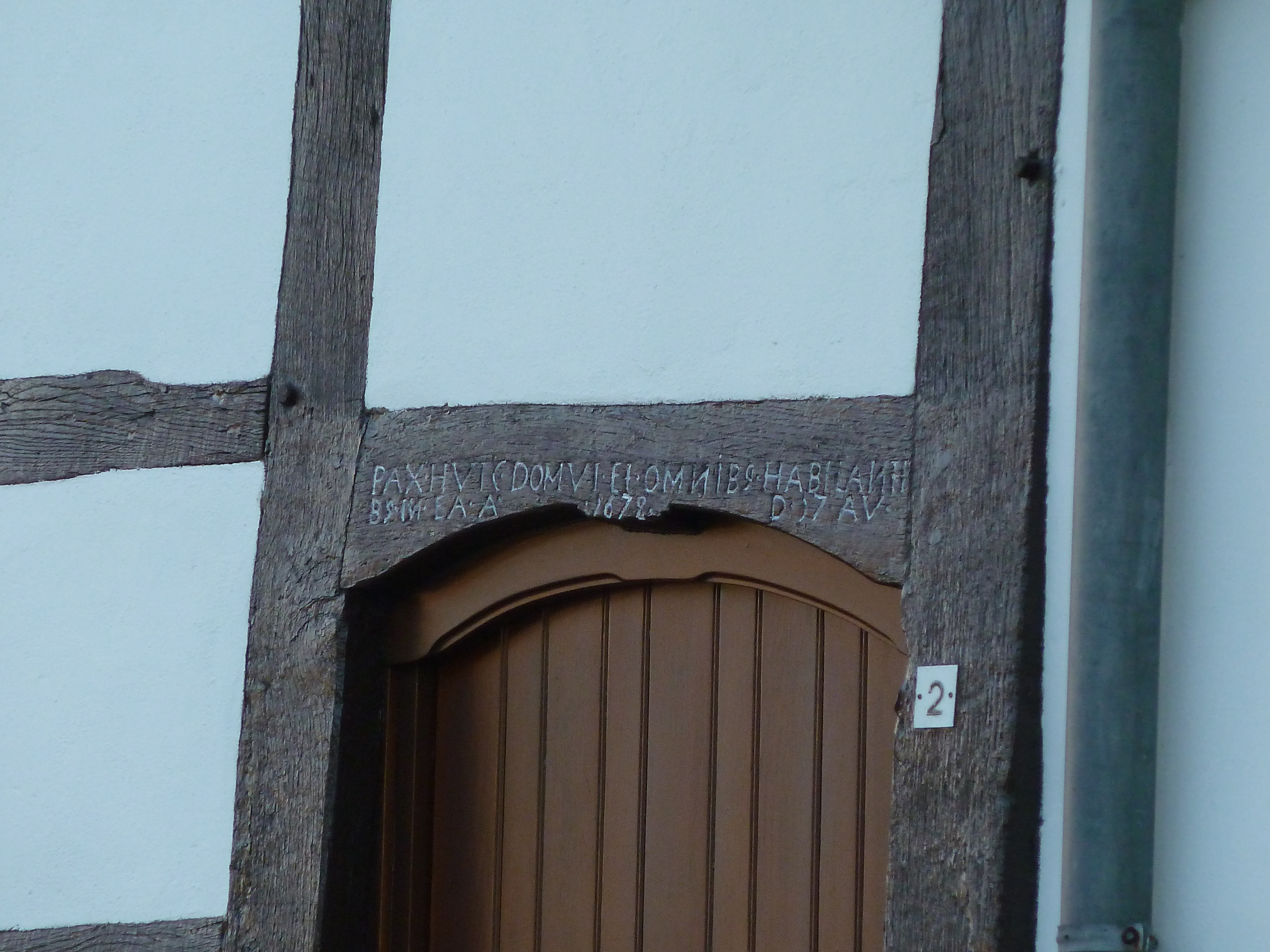
Versierde deurpost